# Biografielijst Op

## Opa
- Aleksandr Oparin (1894-1980), Russisch bioloog en biochemicus

## Opd
- John Opdam (1916-1983), Nederlands arts en crimineel
- No Op den Oordt (1941), Nederlands atleet

## Oph
- Aliette Opheim (1985), Zweeds actrice
- Thomas van Ophem (1992), Nederlands atleet
- Marcel Ophüls (1927-2025), Duits-Frans filmregisseur en documentairemaker
- Max Ophüls (1902-1957), Duits-Frans filmregisseur

## Opi
- Lucille Opitz (1977), Duits schaatsster

## Opl
- Gert-Jan Oplaat (1964), Nederlands politicus
- Blas Ople (1927-2003), Filipijns politicus

## Opo
- Milan Opočenský (1931-2007), Tsjechisch theoloog

## Opp

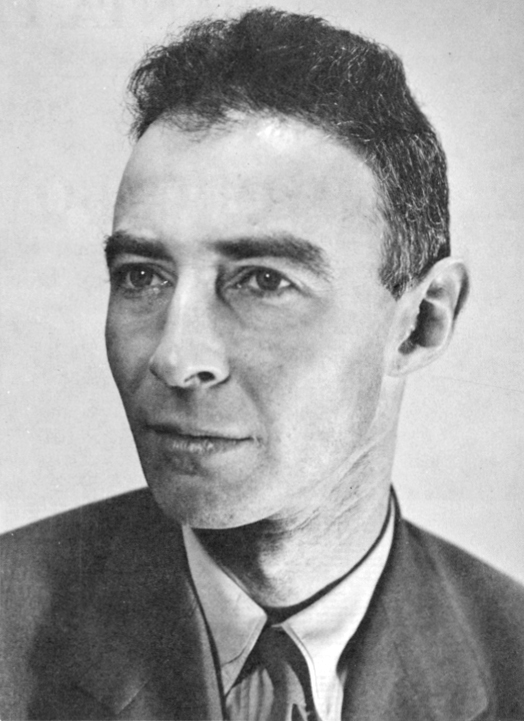
J. Robert Oppenheimer

- Hermann von Oppeln-Bronikowski (1899-1966), Duits ruiter en militair
- Dennis Oppenheim (1938-2011), Amerikaans beeldend kunstenaar
- Paul Oppenheim (1885-1977), Duits/Amerikaans filosoof en scheikundige
- Robert Oppenheimer (1904-1967), Amerikaans natuurkundige
- Ruben L. Oppenheimer (1975), Nederlands cartoonist
- Franz Oppenhoff (1902-1945), Duits politicus
- Hubert Opperman (1904-1996), Australisch wielrenner en politicus
- Karl Oppitzhauser (1941), Oostenrijks autocoureur

## Opr
- Igor Oprea (1969), Moldavisch voetballer
- Marian Oprea (1982), Roemeens atleet

## Ops
- Silje Opseth (1999), Noors schansspringster
- Jozef-August Opsomer (1813-1891), Belgisch burgemeester
- Ivo Opstelten (1944), Nederlands politicus

## Opz
- Sander van Opzeeland (1969), Nederlands cabaretier en tekstschrijver